# Hyadina hivaoae
Hyadina hivaoae är en tvåvingeart som först beskrevs av Malloch 1933.  Hyadina hivaoae ingår i släktet Hyadina och familjen vattenflugor. Inga underarter finns listade i Catalogue of Life.